# Chaetura meridionalis
Chaetura meridionalis е вид птица от семейство Бързолетови (Apodidae).

## Разпространение
Видът е разпространен в Аржентина, Боливия, Бразилия, Венецуела, Колумбия, Парагвай, Суринам, Фолкландски острови и Френска Гвиана.